# Акрон (цар)

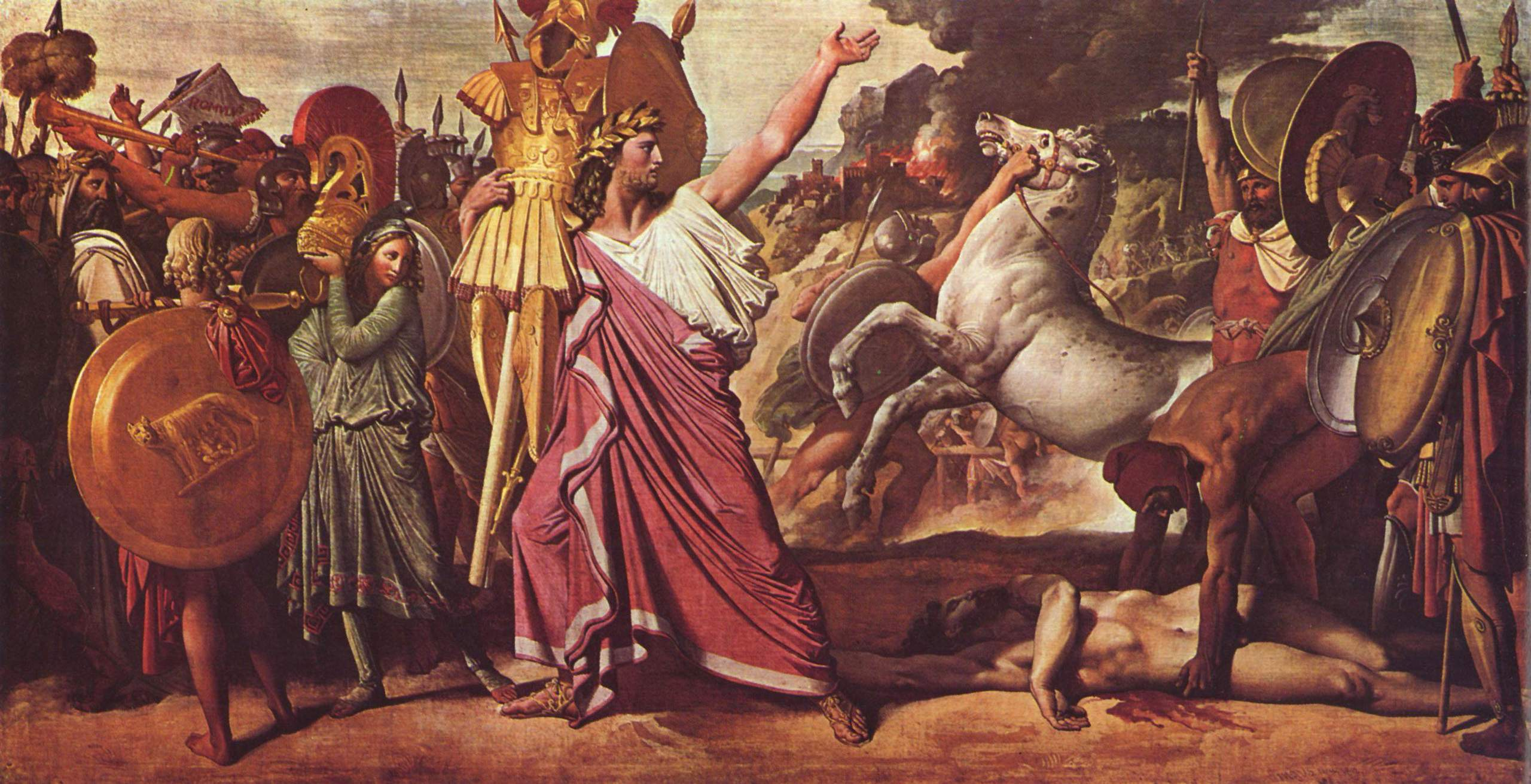
Жан-Огюст-Домінік Енгр, Ромул, переможець Акрона, приносить пишний обладунок у храм Юпітера Феретрія, 1812 р., Національна вища школа красних мистецтв (Париж)

Акрон (лат. Acron) — персонаж римської міфології періоду заснування Риму, цар сабінського міста Ценіна.
Після викрадення римлянами сабінянок Акрон, не дочекавшись інших сабінів, що готувались до війни під проводом царя Тита Тація, першим виступив із своєю армією проти римлян. Прийнявши виклик правителя Риму Ромула, він зустрівся з ним в поєдинку між обома арміями, в котрому загинув. Переможець вождя взяв обладунки Акрона і поклав їх в храм Юпітера Феретрейського на Капітолійському пагорбі.
Базуючись на цій історії, римляни пояснювали походження звичаю Spolia opima, згідно з яким полководець, який в двобої переміг вождя армії супротивника, передавав трофей, захоплений особисто ним, в дар Юпітеру Феретрейському.